# Aprostocetus verticalis
Aprostocetus verticalis är en stekelart som beskrevs av Graham 1987. Aprostocetus verticalis ingår i släktet Aprostocetus och familjen finglanssteklar. Inga underarter finns listade i Catalogue of Life.